# Aclytia gynamorpha
Aclytia gynamorpha är en fjärilsart som beskrevs av George Francis Hampson 1898. Aclytia gynamorpha ingår i släktet Aclytia och familjen björnspinnare. Inga underarter finns listade i Catalogue of Life.